# Джонг

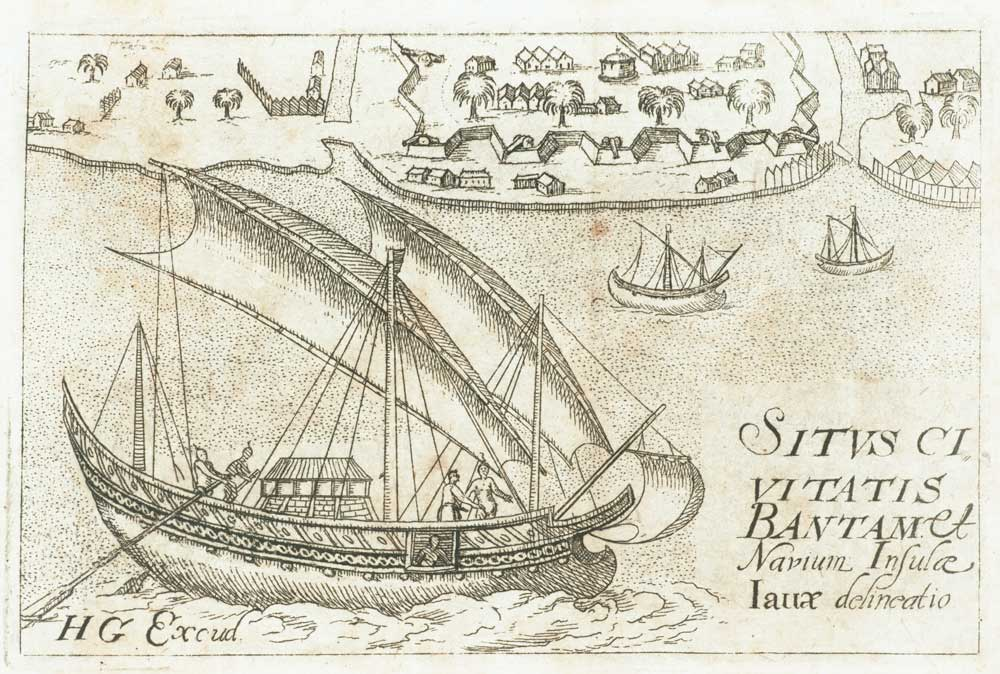
Зображення трищоглового яванського джонга в Бантені, художник Ієронім Мегісер, 1610 рік.

Джонг (малай. jong, індонез. djong, також jung та junk) — велике багатощоглове вітрильне судно з острова Ява (сучасна Індонезія), яке широко використовувався яванцями до XVII століття, спочатку індуїстськими королівствами острова Ява, такими як Маджапагіт та Сунда, а пізніше мусульманськими султанатами, які утворились на цьому острові. І в винулому і зараз в місцевих яванських мовах назва судна писалась і продовжує писатись «jong», написання «djong» є колоніальною голландською романізацією місцевої назви:71.
Джонги використовувались переважно як морські пасажирські і торгові судна. На піку свого розвитку в XV столітті, великі джонги подорожували аж до Атлантичного океану:64. Їх тоннаж коливався від 40 до 2000 тон, і в епоху Маджапагіт середній тоннаж яванських джонгів складав 1200—1400 тон. Яванські королівства, такі як Маджапагіт, султанат Демак і султанат Калінямат іноді використовували ці судна як військові кораблі, проте головним чином це були торгові судна:59–62:308:155. У яванському султанаті Матарам джонги також переважно використовувались як торгові судна, а не військові кораблі:1354.
Для свого військового флоту малайці використовували схожі на галери довгі вітрильно-весельні кораблі з невеликою осадкою, такі як ланкаран, гураб і галі. На відміну від них, яванці віддавали перевагу зовсім іншому типу суден — океанським «круглим кораблям» із глибокою осадкою, таким як джонг і малангбанг. Причина цієї різниці полягає в тому, що малайці переважно використовували свої кораблі в річках або в захищеній зоні морських заток та проток серед численних островів, тоді як яванці на своїх кораблях сміливо виходили у дальні плавання у відкритому океані:270–277, 290–291, 296–301:148, 155.

## Етимологія
Є дві протилежні версії походження слова джонг (jong). Згідно з однією, назва джонг походить з діалекту китайської мови, а згідно з іншою — з яванської мови. Прихильники першої версії вважають слово jong, jung або junk може походити від китайського слова chuán (船, «човен; корабель»). Однак Пол Пелліот і Варуно Махді відкидають китайське походження назви:38. Натомість вона, на їх думку, походить від старояванського слова «jong» (транслітерується як joṅ), що означає корабель:748. Перша згадка про старояванський джонг походить з напису на острові Балі, датованого XI століттям нашої ери:82. В малайській та китайській мовах назва вперше була зафіксована у XV столітті, коли китайський список слів позначав слово джонг як малайський термін, що означає корабель:60 і, таким чином, це практично виключає китайське походження слова :266. Морський кодекс «Унданг-Унданг Лаут Мелака», складений яванськими судновласниками в Малакці наприкінці XV століття:39 часто використовує джонг як слово для позначення великих торгових суден:60. Європейські джерела в період з 1345 по 1609 рік використовують різноманітні пов'язані терміни, зокрема jonque (французькою), ioncque, ionct, giunchi та zonchi (італійською), iuncque, joanga та juanga (іспанською), junco (португальською) і ionco, djonk та jonk (голландською):299:60.
Походження слова «junk» в англійській мові можна простежити до португальського слова junco, яке походить від арабського слова jnk (جنك). Це слово походить від того факту, що арабське письмо не може передати диграф «ng»:37. Це слово використовувалося для позначення як яванського корабля (jong), так і китайського корабля (chuán), хоча ці два судна помітно різнились між собою. Після зникнення яванських джонгів у XVII столітті термін «джонг» та інші пов'язані з ним терміни у європейських мовах, який до того часу використовувалося як транскрипція слова «джонг» у малайській та яванській мовах, змінив своє значення і став позначати китайський корабель — джонку:222 :204.
Жителі Індонезійського архіпелагу зазвичай називають великі китайські кораблі «ванкан», а малі — «топ»:193. Існують також терміни в малайській мові «cunea», «cunia» і «cunya», які походять від китайського діалекту амой 船 仔 (tsûn-á), який стосується китайських суден довжиною 10–20 м. Написання «djong» має колоніальне голландське походження, тому звук j передається як «dj»:71, хоча як традиційна британська, так і сучасна індонезійська орфографія латинизують її як jong:286–287.

## Опис

Протока Муріа під час правління султана Тренгана (1521—1546). У 1657 році ця протока значно звузилась або й взагалі зникла.

Португальський мореплавець і письменник Дуарте Барбоза на початку XVI століття повідомляв, що великі кораблі з Яви під назвою junco, які мають чотири щогли, дуже відрізняються від португальських кораблів. Вони обшивались дуже товстими дошками, і коли вони зношувались, яванці обшивали корабель поверх старих новими дошками, таким чином судна могли мати обшивку з 3-4 шарів дошок, накладених один над іншим. Такелаж і вітрила виготовлялись з ротанга:37-38:191–192. В часи Барбози (1515 р.) яванські джонги виготовлялися з деревини джаті (тику), у той час сучасні їм китайські джонки все ще будувались переважно з деревини хвойних порід:145. При будівництві яванських кораблів дошки обшивки кріпились до кіля та штевнів шиповим з'єднанням за допомогою дерев'яних цвяхів та шкантів, без використання залізних цвяхів або заклепок. У вже сформовану обшивку судна вставлявся каркас зі шпангоутів (технологія будівництва «ззовні всередину»). Дошки скріплювались між собою дерев'яними шипами, які встановлювадись всередині ребер дошок обшивки і не були видні ззовні:268:612:138. Яванські джонги мали гострі ніс і корму, управлялось за допомогою двох кермових весел і переважно використовували вітрила типу танджа, але іноді також використовувувались джонкові вітрила:37 місцевого, індонезійського походження:191–192. На верхнівках щогл розміщувались марси, які використовувались для спостереження та ведення бою:217. Яванські джонги дуже відрізнялися від китайських кораблів, які будувались з використанням залізних цвяхів, управлялись за допомогою одного кормового стерна і пласке днище без кіля (за винятком кораблів з регіонів Фуцзянь і Гуандун):58.
Історичні зображення також свідчать про використання бушпритів і бліндів з рубкою над верхньою палубою, а також наявність форштевнів і ахтерштевнів:31. Рубка захищала екіпаж від спеки та дощу. На кормі розміщувалась невеличка каюта для капітана судна:131–132 :31. Ця каюта мала квадратну форму і виступала («висіла») над гострою кормою :1354 :242-243. Ніс мав квадратну платформу, яка виступала над форштевнем, для бушприта та спрямованого вперед гарматного щита/гарматної установки (апілан або ампілан малайською мовою):354:242-243. Джонг міг нести до 100 берчо (гармата з казнозарядною частиною — ймовірно, йдеться про місцевої гармати кетбанг).:234–235. Як і інші австронезійські кораблі, джонг управлявся за допомогою двох кермових весел. За словами отця Ніколау Перрейра, джонг має 3 керма, по одному з кожного боку і один посередині. Це може стосуватися гібридного джонга, де середнє кермо схоже на китайські судна (підвісне осьове стерно) або західне осьове стерно (штирьове та стерно). Крім того, можливо, це був довгий зачисток, щоб допомогти в маневрах у гавані.:268, 270, 272–273:24. Джонги мали приблизно від 1:3 до 1:4 співвідношення ширини до довжини:292, що робить його належним до категорії «круглий корабель»:148 та 169.

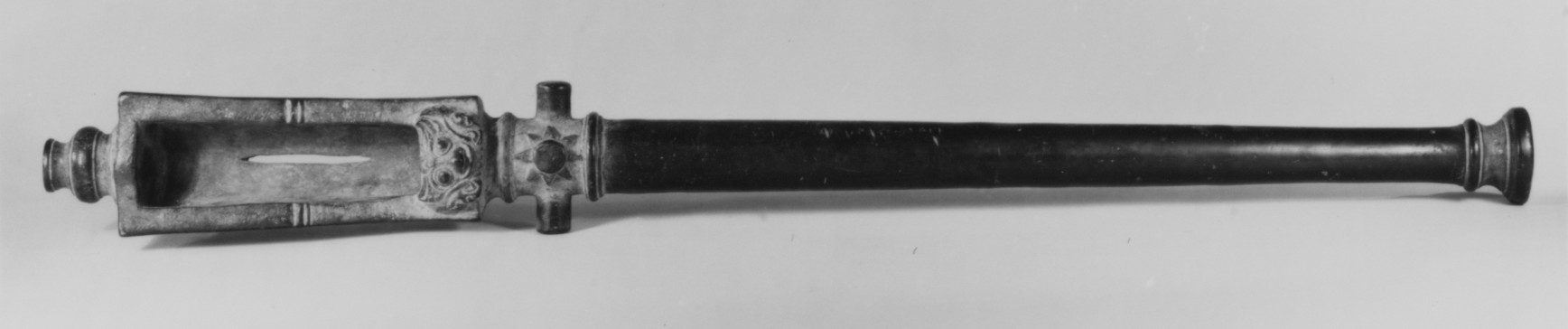
Бронзова гармата під назвою cetbang, Метрополітен-музей, Нью-Йорк, бл. 1470—1478 Маджапахіт. Розгляньте емблему Surya Majapahit на бронзовій гармати.

Барбоза також повідомив про різноманітні товари, які перевозили ці кораблі, серед яких рис, сушене та засолоне м'ясо корів, овець, свиней і оленів, багато курей, часник і цибуля. Продана зброя включає списи, кинджали та мечі, виготовлені з інкрустованого металу та дуже якісної сталі. Також привезли з собою перець кубебу та жовту фарбу під назвою казумба (kasumba) та золото, яке видобували на Яві. Барбоза згадує місця та маршрути, якими відвідували ці кораблі, зокрема Малукські острови, Тимор, Банда, Суматра, Малакка, Китай, Тенасерім, Пегу (Баго), Бенгалія, Пулікат, Коромандел, Малабар, Камбей (Хамбат) і Аден. Із записок інших авторів відомо, що були й ті, хто їздив на Мальдіви, Калікут (Кожикоде), Оман, Аден, Червоне море. Пасажир привіз своїх жінок і дітей, навіть деякі з них ніколи не покидають корабель, щоб вийти на берег, і не мають іншого житла, тому що вони народжуються і помирають на кораблі:199:191–193. Відомо, що кораблі, зроблені з тикового дерева, можуть служити 200 років:147.
Розмір і конструкція джонга вимагали досвіду та матеріалів, які не обов'язково були доступні в багатьох місцях, тому яванські джонги в основному будували в двох великих суднобудівних центрах навколо Яви: на північному узбережжі Яви, особливо навколо Рембанга — Демака (уздовж протоки Муріа) і Чиребон ; і південне узбережжя Борнео (Банджармасін) і прилеглі острови. У цих місцях є тикові ліси, деревина яких стійка до корабельних деревоточців:272:33. Південне Борнео постачало тик з північної Яви, тоді як саме Борнео постачало залізне дерево:132. Пегу, який був великим суднобудівним портом у XVI столітті, також виробляв джонг, побудований яванцями, які проживали там:250.

## Історія

### Ранні епохи
У першому тисячолітті нашої ери в «Географії» Клавдія Птолемея (приблизно 150 р. н. е.) згадується корабель під назвою kolandiaphonta. Китайці називають його K'un-lun po. Характерними ознаками цих кораблів був великий розмір (більше 50–60 метрів завдовжки), корпус, виготовлений з багатьох дошок, скріплених між собою рослинними мотузками, відсутність аутригерів, наявність багатьох щогл з численними вітрилами, та використання вітрило типу танджа:27–28:41:262:275:347.
Китайський монах і мандрівник Фа-Сянь у своїй зворотній подорожі до Китаю з Індії (413—414 роки н. е.) сів на корабель із екіпажем з 200 осіб з Кунь-луня, який буксирував менший корабель. Під час шторму пасажири почали пересідати на менший корабель, екіпаж якого став побоюватись, що він буде перевантажений, тому вони перерізали канат і відділилися від великого корабля. На щастя, більший корабель вижив, пасажири застрягли в Є-по-ті (Явадвіпа, або Ява). Через 5 місяців екіпаж і пасажири сіли на інше судно, схоже за розмірами на попереднє, на якому й повернулись до Китаю :6-7.

У 1178 році митник Гуанчжоу Чжоу Цюфей писав у Lingwai Daida про кораблі Південної країни:
Кораблі, що пливуть Південним морем і далі на південь, схожі на велетенські будинки. Коли їхні вітрила розправлені, вони схожі на великі хмари в небі. Їхні керма сягають кількох десятків футів. Один корабель перевозить кілька сотень людей і має на борту річний запас зерна. На борту годують свиней і зброжують вино. Немає жодного запису про мертвих чи живих, немає повернення на материк, коли люди вирушили на лазурне море. На світанку, коли на борту корабля лунає гонг, тварини можуть напитися досхочу, а екіпаж і пасажири забувають про всі небезпеки. Для тих, хто на борту, все приховано і втрачено в просторі, горах, визначних місцях і країнах іноземців. Капітан може сказати: «Щоб зробити таку-то країну, з попутним вітром, за стільки днів, ми повинні побачити таку-то гору, (тоді) корабель повинен направити в такому-то напрямку». Але раптово вітер може вщухнути й бути недостатньо сильним, щоб побачити гору в даний день; у такому випадку, можливо, доведеться змінити підшипники. А корабель (з іншого боку) може віднести далеко за (орієнтир) і втратити орієнтир. Може здійнятися буря, корабель може бути рознесений туди-сюди, він може зустрітися з мілинами або бути загнаним на приховані скелі, тоді його може розбити до самих дахів (рубок). Великому кораблю з важким вантажем нема чого боятися у відкритому морі, але на мілководді він зазнає горя.
Саме слово «джонг» вперше було записано старояванською мовою з балійського напису XI століття нашої ери. У написі Sembiran A IV (1065 р. н. е.) зазначено, що купці приходили в Манасу на Балі, використовуючи джонг і бахітру. Перша згадка про джонги в літературі походить від Какавіна Бхомантаки, датованого кінцем XII століття нашої ери:222, 230, 267:82.

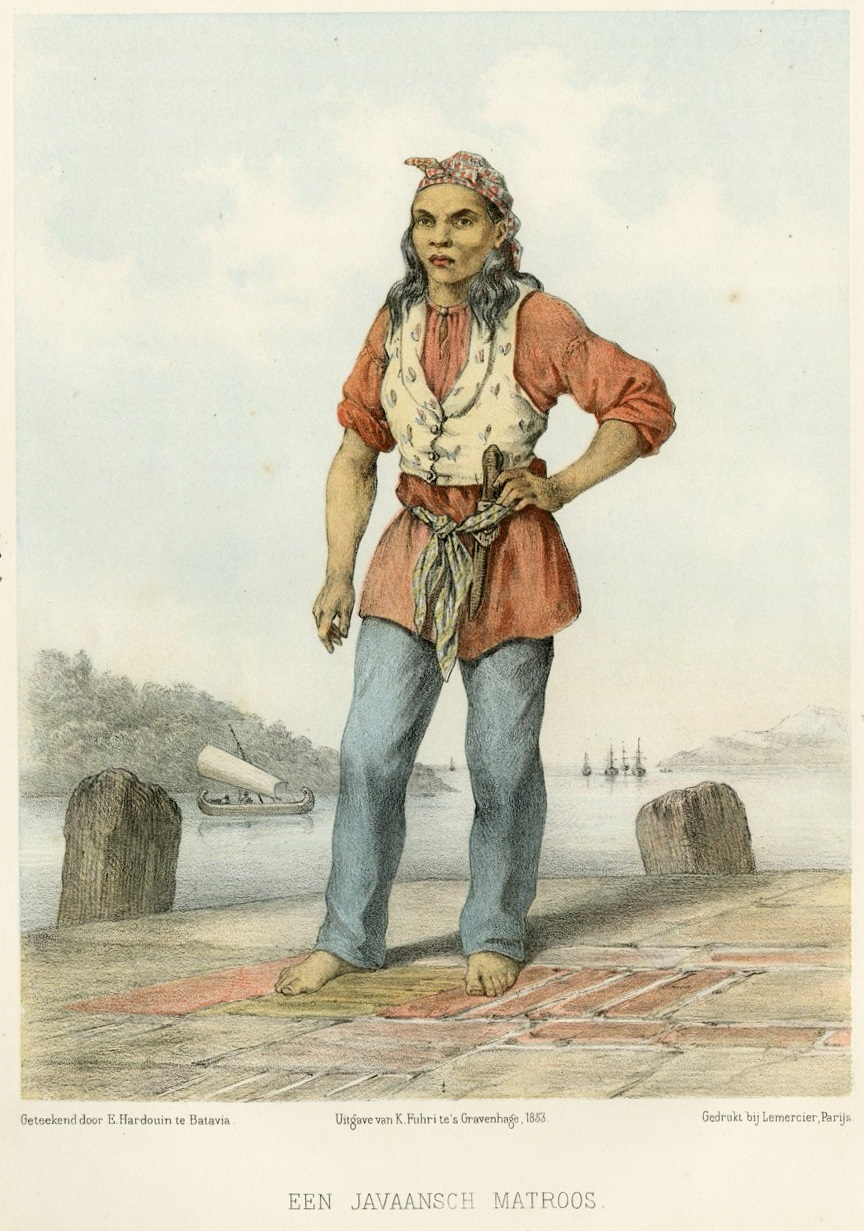
Яванський моряк.

Дослідження 2016 року показали, що малагасійці мають генетичні зв'язки з різними етнічними групами острівної Південно-Східної Азії, зокрема з південного Борнео. Частина словника малагасійської мови походить від австронезійської мови мааньян з острова Борнео із запозиченнями санскриту з усіма місцевими мовними модифікаціями яванською чи малайською мовами. Мааньяни та даяки не є моряками і вирощують сухий рис, тоді як деякі малагасійці займаються вирощуванням мокрого рису, тож цілком ймовірно, що яванці та малайці перевозили їх на своїх торгових кораблях як робочу силу чи рабів:114-115. Яванська торгівля та рабовласницька діяльність в Африці справили сильний вплив на суднобудування на Мадагаскарі та узбережжі Суахілі в Східній Африці. На це вказує використання на африканських човнах, таких як нгалава або лакана аутригерів і прикрашення їх окулями (орнаментом у вигляді очей):253-288.
Для мореплавства австронезійці винайшли люгерне вітрило типу танджа, яке, ймовірно, було розроблено з версії вітрила «крабова клішня» на нерухомій щоглі:98-99. Можливо, що джонкове вітрило, яке зазвичай використовується на китайських кораблях, походить від вітрила типу танджа:612-613.

### Епоха Маджапагіт
В епоху Маджапагіт на ринках Яви були присутні практично будь-які товари з усієї Азії. Це пов'язано з інтенсивним судноплавством імперії Маджапагіт, яка використовувала різні типи кораблів, зокрема джонг, для далекої морської торгівлі:267–293. Ма Хуан (перекладач Чжен Хе), який відвідав Яву в 1413 році, зазначив, що у портах Яви можна зустріти найбільший вибір товарів та послуг серед усіх інших портів Південно-Східної Азії:233-234, 239-240. Саме в епоху Маджапагіт морські дослідження яванців досягли своїх найбільших масштабів. Людовіко ді Вартема (1470—1517) у своїй книзі «Itinerario de Ludouico de Varthema Bolognese» стверджував, що жителі південної Яви плавали до «далеких південних земель» і зокрема побували на острові, де день тривав лише чотири години і було «холодніше, ніж у будь-якій частині світу». Сучасні дослідження показали, що таке місце розташоване щонайменше в 900 морських милях (1666 км) на південь від найпівденнішої точки Тасманії:248–251.

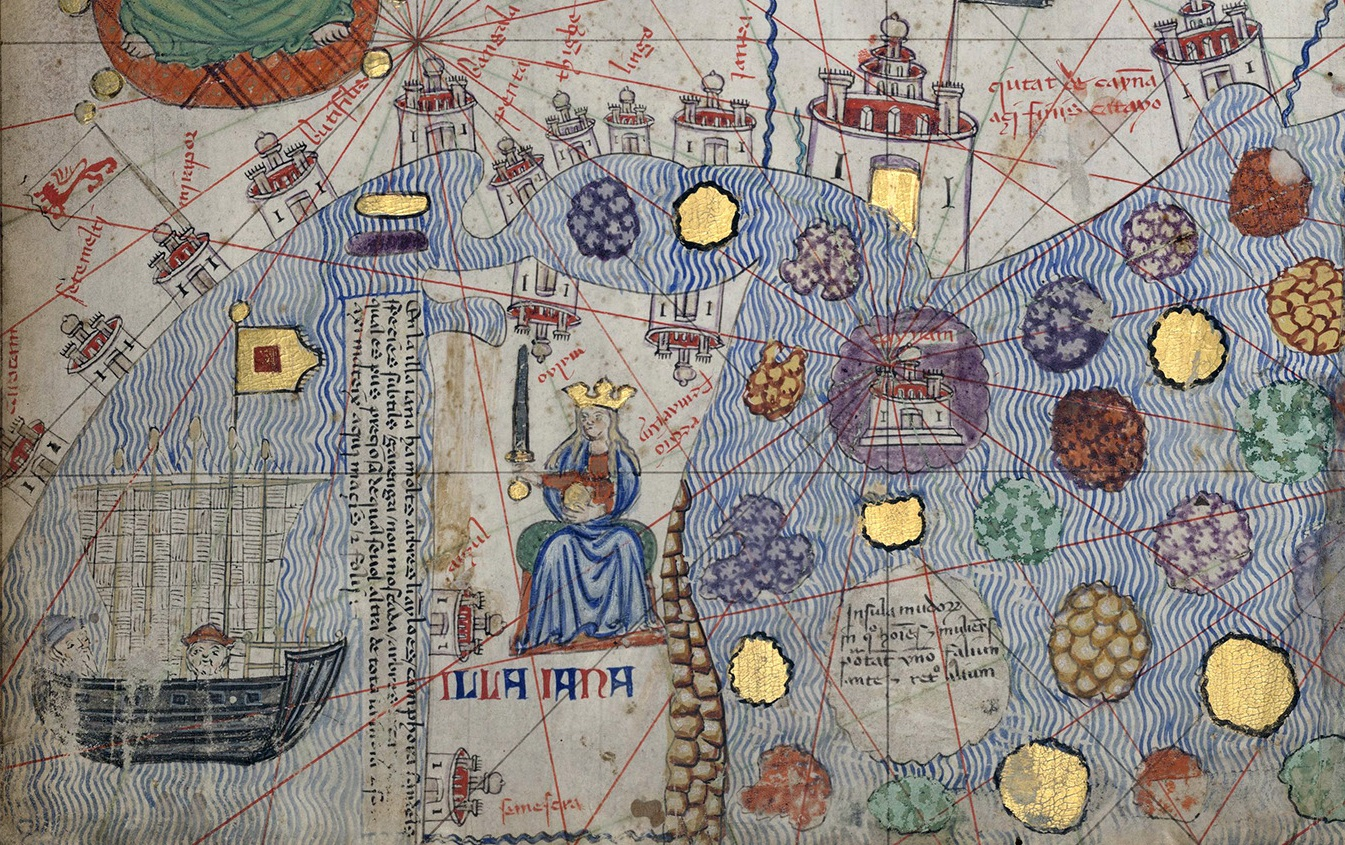
Частина каталонського атласу із зображенням Індонезійського архіпелагу. Ліворуч п'ятищоглова інчі (помилка копіювання jũchi, або джонк, з яван. jong). У центрі знаходиться illa iana (помилка illa iaua, острів Ява), яким править королева (ймовірно, Трібхувана, яка правила з 1328 по 1350 рік). Праворуч інші індонезійські острови.
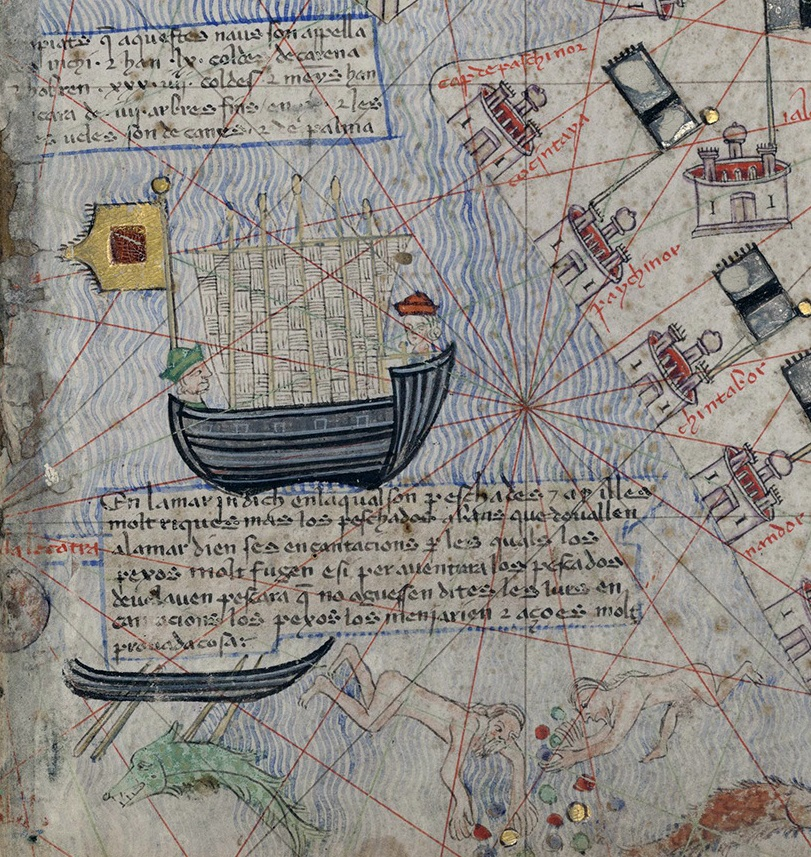
Частина каталонського атласу із зображенням п'ятищоглового яванського джонга в Аравійському морі, 1375 рік.

У 1322 році монах Одорік з Порденоне записав, що під час своєї подорожі з Індії до Китаю він сів на судно типу зункум, на борту якого перебувало щонайменше 700 моряків та торговців:360:73.
У Kidung Panji Wijayakrama-Rangga Lawe (складеній в 1334 році):56 згадується дев'ятипалубний джонг (jong sasangawangunan), що брав участь у війни з монголами (1293 р. н. е.). Він був схожий на вулкан через блискуче та мерехтливе оздоблення кольору грозових хмар, його вітрила були пофарбовані в червоний колір. Він перевозив 1000 людей, озброєних гандівою (луками), беділем, товоком (списами), щитами, кантаром (довгими щитами) і «баджу рантай» (кольчугами):91.
Основою військово-морської сили Імперії Маджапахіт були джонги. Невідомо, скільки саме джонґів використовував Маджапахіт, але найбільша кількість джонґів, використаних в одній експедиції, становить приблизно 400 кораблів, які супроводжувалися незліченною кількістю малангбанґів і келюлюсів, коли Маджапахіт атакував Пасай. У другій за величиною військовій експедиції, під час нападу на Сінгапуру в 1398 році, Маджапахіт залучив 300 джонгів з не менше ніж 200 000 чоловік (понад 600 чоловік у кожному судні). Індонезійський письменник Прамудья Ананта Тур стверджував, що найбільші кораблі Маджапахіта могли перевозити 800—1000 чоловік і мали довжину 50 депа (приблизно 80–100 м):9. Сучасні розрахунки показали, що середній джонг, який використовував Маджапахіт, складав би близько 76 –79 метрів завдовжки (з довжиною палуби 69–72 м), перевозив 600—700 людей, мав дедвейтом 1200—1400 тонн і водотоннажністю 3333–3889 тонн. Найбільші з них, місткістю 1000 осіб, мали б довжину близько 88 м (довжина палуби — 80 м), дедвейт 2000 тонн і водотоннажність 5556 тонн:60–62. Балійський джонг, який використовував Буджангга Манік для подорожі з Балі на Бламбанган, мав ширину 8 депа (12,8–16 м) і довжину 25 депа (40–50 м):28. Серед найменших зареєстрованих джонгів, якими Чень Яньсян відвідав Корею, був 33-метровий завдовжки з орієнтовною вантажопідйомністю 220 тонн дедвейту з екіпажем із 121 людини:150, 153–154.
Перед битвою при Бубаті в 1357 році король Сунда і королівська сім'я прибули в Маджапахіт після плавання через Яванське море на чолі флоту з 200 великих кораблів і 2000 менших суден:16–17, 76–77. Королівська сім'я сіла на дев'ятипалубний гібридний китайсько-південно-азійський джонг (давньояванською: Jong sasanga wangunan ring Tatarnagari tiniru). Цей гібридний джонг застосовував китайські методи, такі як використання залізних цвяхів разом із дерев'яними дюбелями, будівництво водонепроникних перегородок і додавання центрального керма. :272–276 :270. У Нагаракретагамі є натяк, що кораблі та човни Маджапахіта пофарбовані в червоний і чорний кольори :77 :192.

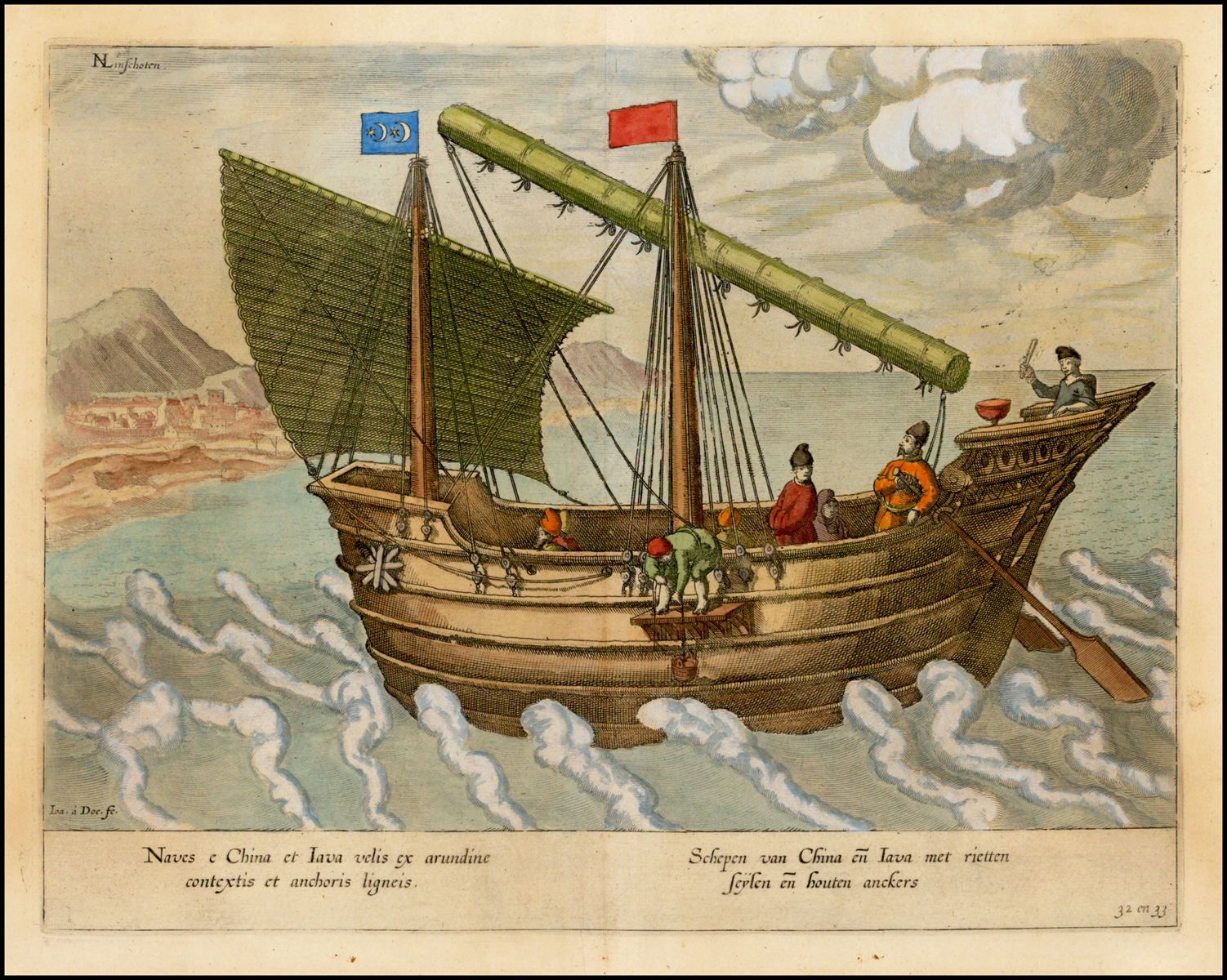
Гібридний китайсько-південно-азійський джонка. Прапор із зображенням півмісяця говорить про те, що ця джонка походить з одного з ісламських султанатів Індонезії.

Твір Ван Даюаня 1349 року Daoyi Zhilüe Guangzheng Xia («Опис Варвара з островів») описує так звані «кінні човни» в місці під назвою Ган-май-лі в Південно-Східній Азії. Ці кораблі були більшими, ніж звичайні торгові кораблі, з бортами, побудованими з кількох дощок. Вони не використовують ані цвяхи, ані розчин для з'єднання, замість цього вони використовують кокосове волокно. Вони мають дві або три палуби, з рубкою над верхньою палубою. У нижньому трюмі везуть спресований ладан, над ними везуть кілька сотень коней. Ван особливо відзначив ці кораблі, тому що перець, який також транспортувався на них, везли в далекі місця у великих кількостях. Звичайні торгові кораблі перевозили менше 1/10 свого вантажу:33:170.
Зазвичай головне судно буксирувало за собою невеличкий човен для висадкина берег. Дані записів Марко Поло дозволили підрахувати, що найбільші кораблі могли мати вантажопідйомність 500—800 тонн, приблизно стільки ж, скільки китайські судна використовувалися для торгівлі в XIX столітті. Сам тендер міг перевозити близько 70 тонн :54–55. Марко Поло також зауважив, що у них може бути 2 або 3 таких катера і близько 10 невеликих човнів для допомоги головному судну, наприклад для встановлення якорів, лову риби та доставки припасів на борт. Під час плавання маленькі човни були підкинуті до бортів корабля:250–251.
Нікколо да Конті, розповідаючи про свої подорожі Азією між 1419 і 1444 роками, описує кораблі, набагато більші за європейські, здатні досягати розміру 2000 тонн з п'ятьма вітрилами та стільки ж щоглами. Нижня частина зроблена з трьох дощок, щоб протистояти силі бурі, якій вони часто піддаються. Деякі кораблі побудовані в відсіках, так що якщо одна частина пробита, інша частина залишається цілою для завершення плавання.
Фра Мавро на своїй знаменитій карті зазначив, що у 1420 році один джонг обігнув мис Доброї Надії та зайшов далеко в Атлантичний океан :
|                                    | Близько 1420 року Господнього корабель, який називають індійським "зончо", під час перетину Індійського моря в напрямку "Острова чоловіків і жінок" був відхилений за "мис Діаб" (Показано як Мис Доброї Надії на карті), через «Зелені острови» (букв. «isole uerde», Острови Кабо-Верде), у «Море темряви» (Атлантичний океан) на шлях на захід і південний захід. Протягом 40 днів не було видно нічого, крім повітря та води, і, за їхніми підрахунками, вони пробігли 2000 миль, і доля покинула їх. Коли погода вщухла, вони повернулися до згаданого «мису Діаб» за 70 днів і, наблизившись до берега, щоб задовольнити свої потреби, моряки побачили яйце птаха на ім’я Рух, яке яйце завбільшки з амфору. |
| — Текст із карти Фра Мауро, 10-A13 | |

Австронезійці використовували надійну навігаційну систему: орієнтація на морі здійснюється за допомогою різноманітних природних знаків і за допомогою дуже характерної астрономічної техніки, яка називається «астрономічна навігація». Навігатори визначають курс корабля до островів, які розпізнаються за положенням сходу та заходу певних зірок над горизонтом:10. В епоху Маджапагіт використовувалися компаси та магніти, розвивалася картографія (наука про картографування). У 1293 році Раден Віджая представив карту та записи перепису монгольському загарбнику Юань, припускаючи, що створення карт було формальною частиною урядових справ на Яві:53. Європейці зафіксували використання карт, повних поздовжніх і поперечних ліній, локсодромів і прямих маршрутів, якими подорожували кораблі, аж до того, що на початку 1500-х років португальці вважали яванські карти найкращими:lxxix:249:163-164, 166-168.
Коли Афонсу де Албукеркі завоював Малакку, португальцям в руки потрапила карта яванського капітана, яка вже включала частину Америки — а саме відому португальцям Бразилію. Щодо цієї карти Албукеркі записав:64:
|                                                                                      | …велика карта яванського лоцмана, що містить мис Доброї Надії, Португалію та землю Бразилії, Червоне та Перське моря, острови гвоздики, навігацію китайців та ґомів із їхніми румбами. і прямі маршрути, якими слідують кораблі, і внутрішні країни, і як королівства межують одне з одним. Мені здається, Ваша високість, що це було найкраще, що я коли-небудь бачив, і ви будете дуже рада це побачити; на ньому були назви яванською мовою, але зі мною був яванець, який умів читати й писати. Я посилаю цей твір Вашій Високості, який Франсіско Родрігес вивів з іншого, у якому Ваша Високость справді бачить, звідки походять китайці та Гори, і курс, яким мають йти ваші кораблі до островів гвоздики, і де знаходяться золоті копальні, і острови Ява і Банда. |
| — Афонсу Албукеркі, Лист Альбукерке до короля Португалії Мануеля I, 1 квітня 1512 р. | |

У португальському звіті описано, як жителі Явани вже володіли розвиненими навичками мореплавства та мали зв'язки з Мадагаскаром у 1645 році :311:57:51:
|                                          | Усі яванці є людьми, які мають великий досвід у мистецтві навігації, аж до того, що вони вважають себе найдавнішими з усіх, хоча багато інших віддають цю честь китайцям і стверджують, що це мистецтво було передане від них яванцям. Але точно відомо, що раніше вони йшли до мису Доброї Надії та мали зв'язок зі східним узбережжям острова Сан-Лоренсо (Сан-Лауренсо — Мадагаскар), де проживає багато коричневих і схожих на яванців тубільців, які кажуть, що походять від них. |
| — Діогу да Коуту,, Decada Quarta da Asia | |

Малайський архіпелаг був відомий будівництвом великих джонгів. Коли португальські мореплавці досягли вод Південно-Східної Азії на початку 1500-х років, вони виявили, що в цьому регіоні переважають яванські джонги, що ходять на життєво важливому шляху прянощів між Молуккськими островами, Явою та Малаккою. Портове місто Малакка на той час практично стало яванським містом. Багато яванських купців і капітанів кораблів осіли в ньому і в той же час контролювали міжнародну торгівлю. Багато вмілих яванських теслів будували кораблі на верфях найбільшого портового міста Південно-Східної Азії:57.

### Європейська доба великих географічних відкриттів
Флорентійський купець Джованні да Емполі (1483—1517), один із перших італійських агентів, який приєднався до португальської армади до Індії в 1503—1504 роках, сказав, що на землі Ява джонг схожий за своєю військовою потугою на фортецю, оскільки він мав три або чотири палуби, одна над одною, які не можна пошкодити артилерією. Власники цих кораблів плавають на них з жінками, дітьми та родиною, і кожен має свою каюту:58.

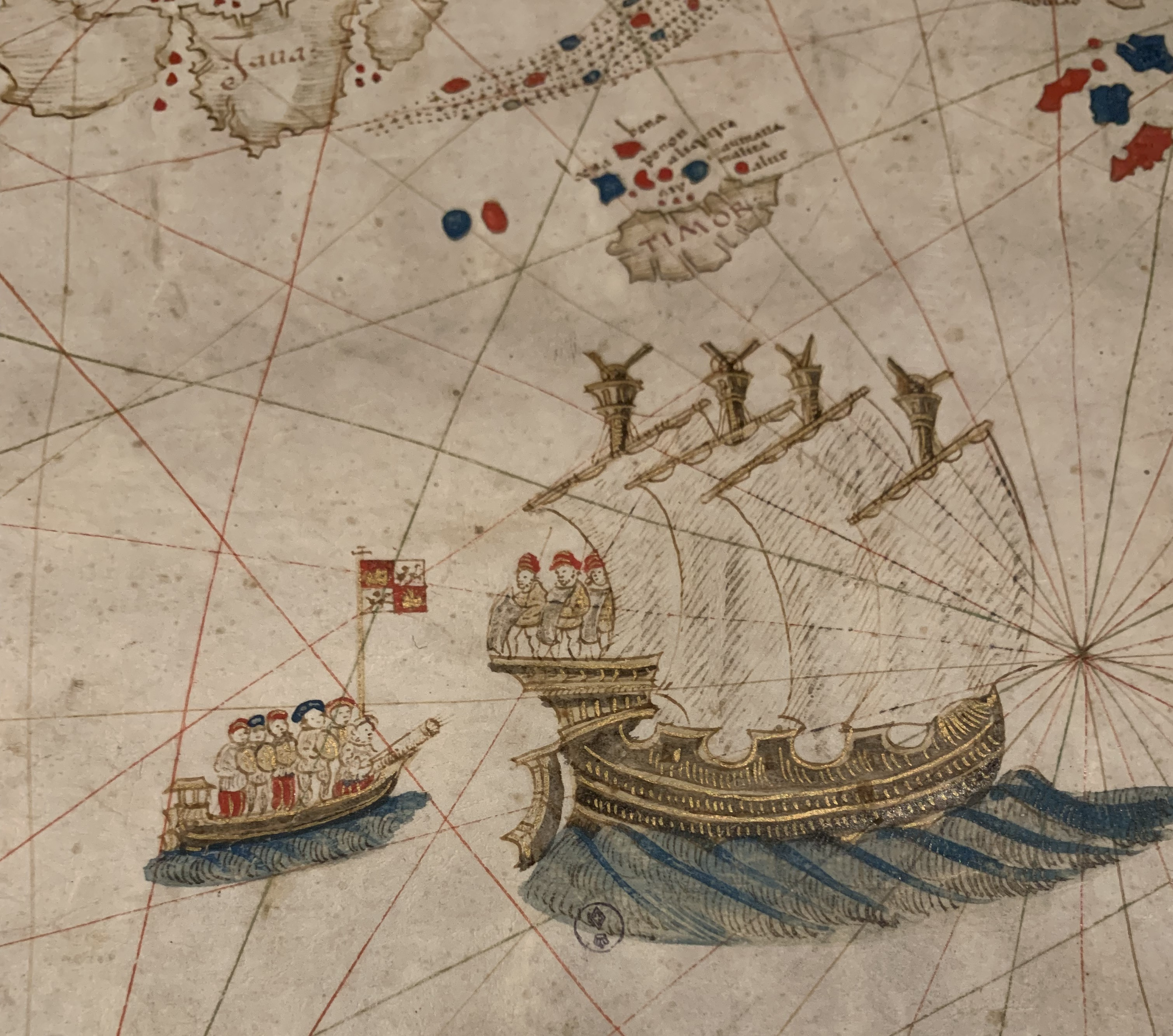
Чотирищогловий корабель, за яким слідує португальське судно, на карті Нуньо Гарсіа де Торено 1522 року. Ця сцена, ймовірно, зображує мотлох, який зустріли біля Полворейри.

Проходячи повз Пачем (Султанат Самудера-Пасаї) поблизу Полворейри (ймовірно, Пулау Берхала, 160 миль від Малакки, між Белаван, Медан і Лумут, Перак) португальці натрапили на два джонги, один з Короманделя, який був негайно захоплений, а інший з Яви, який важив близько 600 тонн. На борту джонга було 300 яванських «маврів» (мусульман). Португальці вислали невеликі човни, щоб наблизитися до нього, наказали йому зупинитися, але він негайно відкрив вогонь по флоту, його команда кидала списи, стріли, каміння, горщики з порохом і легкозаймисті матеріали. Афонсу де Албукеркі наблизився до нього з усім своїм флотом. Португальці почали стріляти по джонгу, але гарматне ядро відскочило від корпусу, після чого джонк відплив. Потім португальські кораблі вистрілили по щоглах джонга, внаслідок чого вони впали. Ближче до світанку Флор-ду-Мар (найбільша з португальських карак) наздогнав і протаранив джонку, водночас стріляючи з артилерії, яка вбила 40 членів екіпажу джонга. Джонг був таким високим, що ахтер-кастель Флор-ду-Мар ледве міг дістатися до свого мосту,, і португальці не наважувались піднятися на нього. Їхні бомбардувальні постріли не пошкодили його, оскільки він має 4 шари дошки, тоді як найбільша португальська гармата могла пробити не більше ніж 2 шари. Коли португальці спробували схопити його та атакувати в ближньому бою, екіпаж підпалив своє джонг, змусивши португальців відійти. Під час втечі екіпаж джонга з великими труднощами намагався загасити вогонь. Після двох днів і двох ночей боїв Албукеркі вирішив зламати два штурвали на борту судна, змусивши його здатися. Опинившись на борту, португальці знайшли короля Пасаї, якого Албукеркі сподівався зробити васалом для торгівлі. Вони також викликали таке захоплення джонгом та його командою та дали йому прізвисько O Bravo (букв. «Хоробрий»). Португальський екіпаж благав Фернану Піреша переконати Албукеркі, що екіпаж слід пощадити та розглядати васалів Португалії, які просто не знали, з ким вони насправді воюють. Зрештою Албукеркі погодився на це:138–139:62–64:216–219.

Наприкінці 1512 — січні 1513 рр. Паті Унус з султанату Демак намагався захопити португальську Малакку на чолі флоту з 100 кораблями з 5000 яванців з Джепари та Палембангу. Близько 30 з них були джонгами вагою близько 350—600 тонн (за винятком флагманського корабля Паті Унуса), решта були меншими човнами типу пенджаджап, ланкаран і келулус. У складі експедиції могло бути до 12 000 чоловік. Ці судна несли багато яванської артилерії:23, 177. Незважаючи на поразку, Паті Унус відплив додому та встановив на березі свій броньований бойовий джонг як пам'ятник боротьби проти людей, яких він називав найхоробрішими у світі, через кілька років його подвиг приніс йому трон Демака:70–71. У листі до Афонсу де Албукеркі з Каннанора від 22 лютого 1513 року Фернан Піріш де Андраде, капітан флоту, який розгромив Паті Унус, говорить:151–152:
Джонг Паті Унус є найбільшим, яке бачили люди в цих краях. На борту перебувала тисяча бійців, і ваша світлість можете мені повірити. . . що це дивовижна річ, бо Анунціада біля нього зовсім не була схожа на корабель. Ми атакували його бомбардуваннями, але навіть постріли найбільшого не пробили його нижче ватерлінії, і (постріли) есфера (велика португальська гармата) яку я мав на своєму кораблі, зайшла, але не пройти через; він мав три обшивки, всі з яких були товщиною понад крузадо. І це було настільки жахливо, що жодна людина ніколи не бачила подібного. Будівництво зайняло три роки, як ваша світлість, можливо, чув розповідь у Малакці про цього Паті Унуса, який створив цю армаду, щоб стати королем Малакки.— Fernão Pires de Andrade :58–60
Фернано Лопес де Кастанхеда зазначив, що корпус джонга Паті Унуса складався з 7 шарів дошок, які яванською та малайською називаються ляпісом, між кожним шаром нанесено покриття, що складається із суміші бітуму, вапна та олії:294:269. Паті Унус використовував його як плавучу фортецю для блокування території навколо Малакки:94.
Португальці зауважили, що такі великі, неповороткі кораблі мали свої слабкі сторони. Португальцям вдалося відбити атаку за допомогою менших, але більш маневрених кораблів, застосувавши абордажну тактику та підпаливши джонги:294. Точний розмір джонга Паті Унус вони не уточнили. Іраван Джоко Нугрохо припустив, що його довжина в 4–5 разів перевищує Флор-ду-Мар (караку):307. Це зробило б його розмір приблизно 144—180 м, а тоннаж від 1600 до 2000 тонн. П'єр-Ів Мангуен назвав його лише 1000 тоннами:266. Мухаммад Авероес розрахував розмір, спочатку визначивши його водотоннажність, і отримав, що джонг Паті Унуса мав водотоннажність 5556 тонн і дедвейт 2000 тонн, з LOA 88,56 м і LOD 80,51 м.:59–62
Вражений майстерністю яванців у будівництві кораблів, Албукеркі найняв 60 яванських теслів і суднобудівників із верфі Малакка та відправив їх до Індії, сподіваючись, що ці майстри зможуть ремонтувати португальські кораблі в Індії. Але вони так і не прибули до Індії, вони повстали і взяли португальський корабель, на який вони сіли, до Пасаї де їх зустріли надзвичайно:102–103. Португальці використовували велику кількість мотлоху для торгівлі в Азії. Принаймні один джонг відправили до Португалії, щоб розгорнути як корабель берегової охорони в Сакавемі за вказівками короля Жуаном III і як військовий корабель у складі флоту Гібралтарської протоки, Esquadra do Estreito.
Томе Піріш у 1515 році писав, що влада Кантону (Гуанчжоу) прийняла закон, який зобов'язував іноземні кораблі ставати на якір біля острова біля берега. Він сказав, що китайці видали цей закон про заборону судам заходити до Кантону, побоюючись яванців і малайців, оскільки вважалося, що один із їхніх джонгів може перемогти 20 китайських джонок. У Китаї було більше тисячі джонків, але одне судно вагою 400 тонн могло знищити Кантон, і ця депопуляція принесла б Китаю великі втрати. Китайці боялися, що місто відберуть у них, тому що Кантон був одним із найбагатших міст Китаю:122–123.

Фрагмент атласа Міллера, на якому зображено 2 джонга, з 6 та 7 щоглами. Ймовірно, кораблі намальовані як посилання на флагман Паті Унуса через кількість вітрил і символ півмісяця, які символізують іслам.
Фрагмент з 6- та 3-щогловими джонгами.  Відсутність  півмісяця вказує на можливе походження суден з Маджапахіту або Зунди.
показано частину , це 5-щогловий джонг в Китайському морі, ймовірно, з султанату Демак у Центральній Яві.

У 1574 році королева Каліньямат з султанату Джепара напала на португальську Малакку з 300 судами під командуванням Кяї Деманга, серед яких було 80 джонгів вагою до 400 тонн і 220 келулюсів, хоча з дуже невеликою кількістю артилерії та вогнепальної зброї. Оскільки запаси в Малакці зменшувалися і в місті поширювались хвороби:212, Тріштан Ваш да Вейга вирішив озброїти невеликий флот із галери та чотирьох напівгалер і близько 100 солдатів і посеред ночі вирушити до річки Малайос. Опинившись там, португальський флот увійшов у річку, непомічений яванськими екіпажами, і, вдавшись до кинутих вручну вогняних бомб, підпалив близько 30 джонгів та інших кораблів, заставши ворожий флот зненацька та захопивши достатню кількість припасів серед панікуючих яванців. Після 3-місячної облоги яванці відступили:395–397.

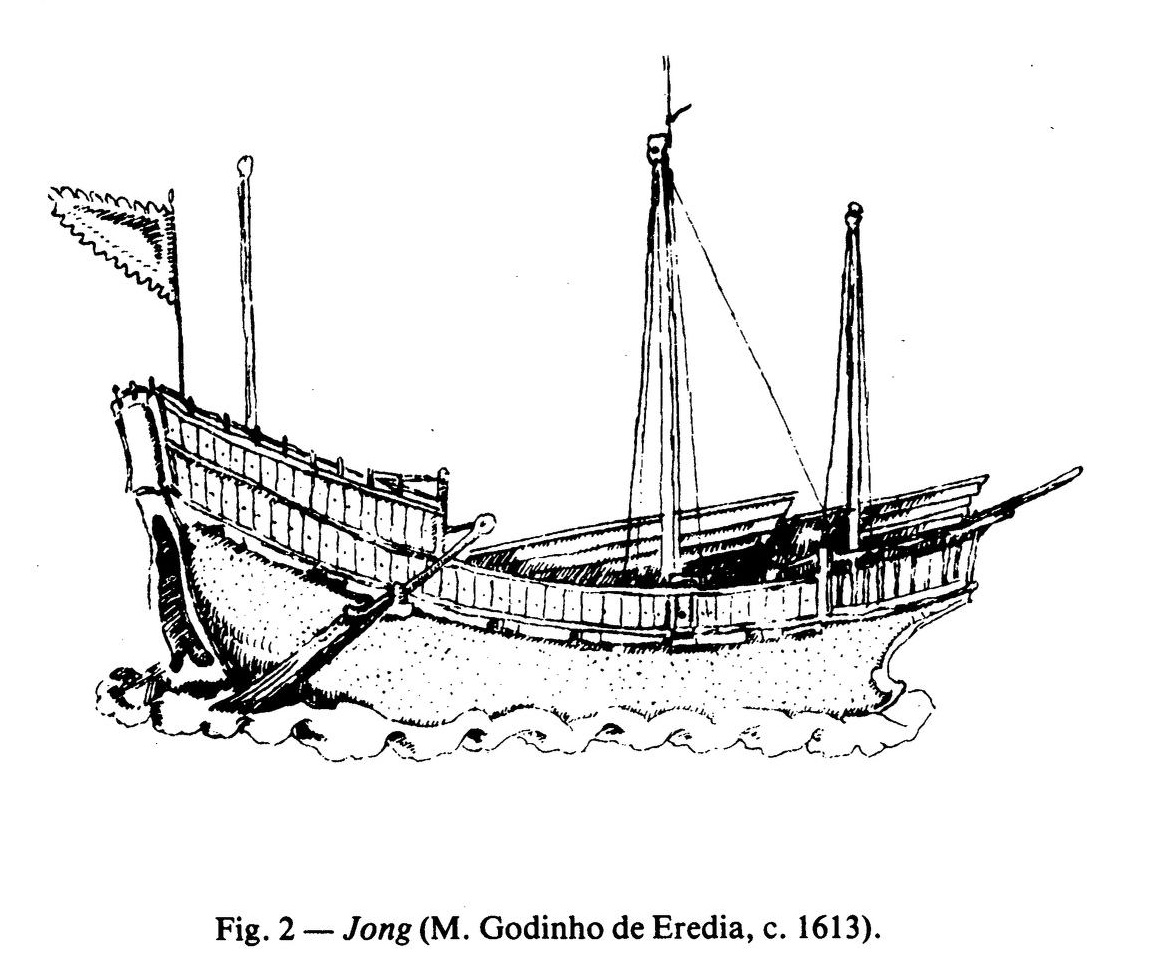
Зображення джонга, намальоване Мануелем Годіньо де Ередіа, 1613 рік.

Згадуючи свої 10 років у Ост-Індії (1601—1611), Франсуа Пірар з Раваля (приблизно 1578—1623) згадав про кораблетрощу сунданського джонга в Гураду біля південного атолу Мале на Мальдівах. Корабель перевозив різноманітні спеції та інші товари з Китаю та Зондських островів. На борту було близько 500 чоловіків, жінок і дітей, і лише 100 вдалося врятувати під час його затоплення. Король Мальдівських островів стверджував, що це найбагатший корабель, який тільки можна собі уявити. Пірар вважав, що це найбільший корабель, який він коли-небудь бачив, щогла була вищою та товшою, ніж у португальських карак, а верхня частина була набагато більшою, ніж у португальських караків. Власниками джонга були батьки сунданської королеви були, обидва потонули під час затоплення. Королева, яка під час затоплення була лише дитиною, вижила.

Голландці наприкінці 16-го та на початку 17-го століть виявили, що яванські джонги, які плавали в Південно-Східній Азії, були меншими, ніж у попередні століття:199. Віллем Лодевікс зазначив, що бантенський джонг мала місткість не більше 20 ласт 40 тонн:133 :202. У звіті Віллема Лодевікса про одного з джонґів, яких він бачив у Бантені в 1596 році, йдеться:
(На кормі сиділи) двоє кермували: Тому що (корабель) мав два керма, по одному з кожного боку, і стовп посередині, який прив'язаний до корабля мотузками під кормою (. . .). (Ці джонг) — їхні кораблі, які вони використовують для навігації відкритими морями до Малуку, Банди, Борнео, Суматри та Малакки. Вони мають бушприт спереду, а біля нього передню щоглу, (та ще є) грот-щоглу та бізан-щоглу, а від передньої до задньої частини є споруда, схожа на будинок, на якому вони сидять, захищені від спеки сонце, дощ і роса. На кормі є кімната, яка призначена лише для капітана судна, у них немає квадратного вітрила, крім вітрила бушприта, під ним (всередині корпусу) розділено на невеликі простори, де вони зберігають вантаж. Вони входять через отвори з обох боків корабля, і саме тут розташований їхній камін/димохід:131:200-201:33:248.
Перший джонг, який зустріли голландці в Бантені, мав розмір лише 16 ласт (32 тонни). Бантенські джонги виготовляють переважно у Банджармасіні на острові Борнео:71, 132. Але точно відомо, що Віллем Лодевікс (Willem Lodewycksz) ніколи не бачив гігантських джонгів з Центральної Яви, таких як із Семаранга та Джепари:79. У грудні 1664 року Воутер Шоутен описав великий яванський джонг:
Вони будують великі кораблі, які зазвичай називають joncken (джонг), які яванці використовують більше для торгівлі, ніж для війни, деякі настільки великі, що можуть нести 200—300 ласт (400—600 тонн). Вони обладнані бушпритом, щоглою переднього вітрила, великою щоглою та бізанею; але вони не мають ані стеньг, ні марсів ні верхніх вітрил, як у нас, але великі квадратні нижні вітрила, виготовлені із соломи чи кокосової кори. Верхня палуба цих джонгів залишається надзвичайно високою, коли вантаж розміщено під кузовом для зберігання. Товариші розділені на кілька невеликих кімнат і камер; корма висить, як фермерська прибудова, дивовижним чином стирчить дуже далеко над водою; ви також можете знайти там каюту для капітана або капітана, який відповідає за ведення справ. Оскільки китайці та яванці вирушають в подорож на цих джонгах та інших типах кораблів на кілька тижнів або місяців, вони зазвичай беруть із собою своїх дружин і дітей. Це означає, що вони з дитинства засвоюють незручність життя моряка:Volume III: 160.

## Занепад

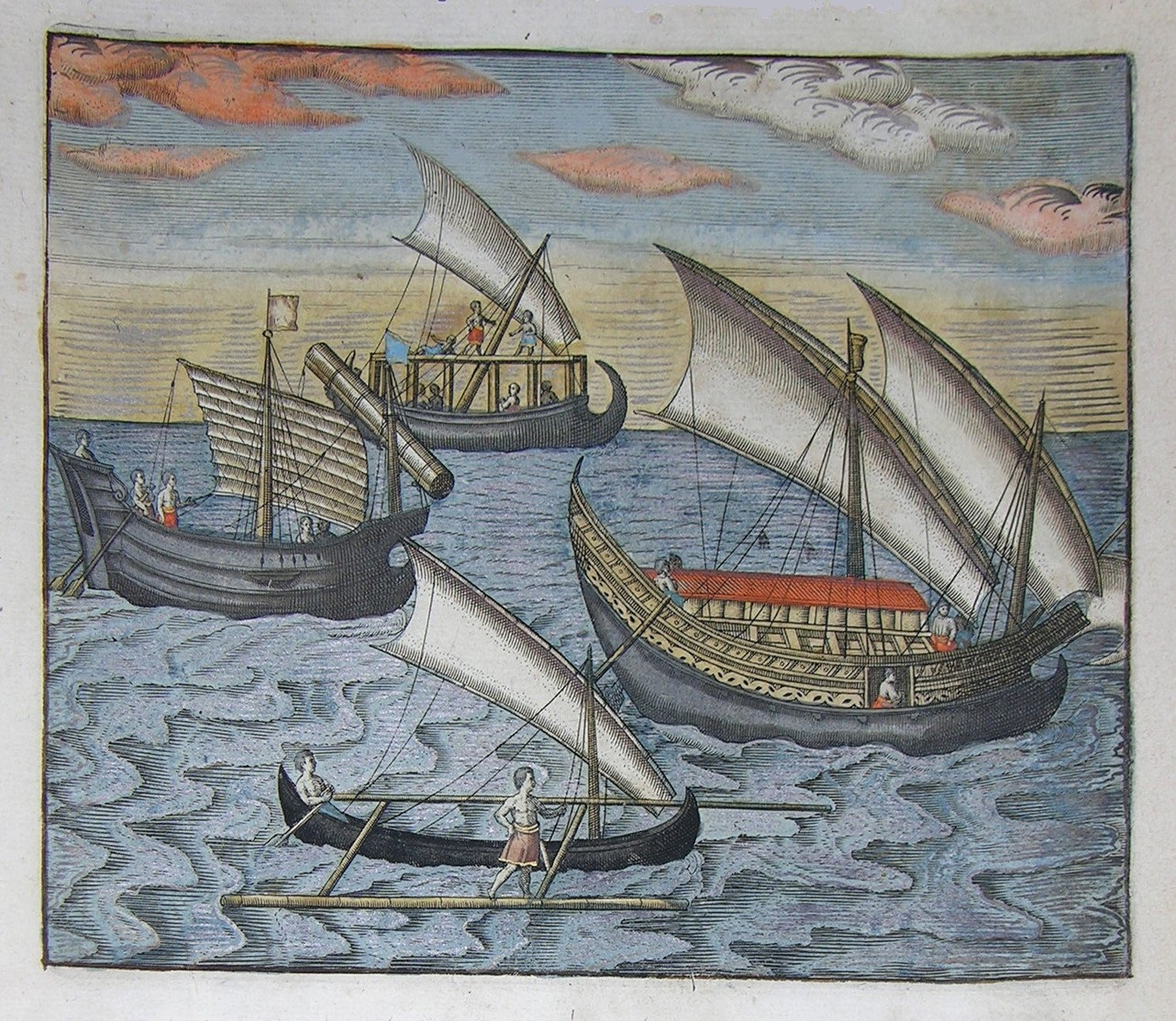
32–40-тонний джонг із Бантена (справа) з 2 вітрилами та бушпритовим вітрилом, показує міст (отвір у нижній палубі)

Ентоні Рід стверджує, що неспроможність джонгів протистояти в битвах проти менших і спритніших португальських вітрильних кораблів, можливо, переконала яванських суднобудівників у тому, що великий, але повільний і неповороткий джонг зазнав занадто великого ризику проти європейського стилю морського бою, тому з часом вони почали будували менші і швидші кораблі:201. З середини XVI століття морські сили архіпелагу почали використовувати нові типи маневрених військово-морських суден, які могли бути оснащені більшими гарматами. Вони використовувались під час кількох атаках індонезійських флотів на португальську Малакку, але після поразки Паті Унуса, індонезійці воліли замість великих джонгів використовувати менші і маневрініші судна типу ланкаран, гураб і галі:205–213. Джонги, які курсували архіпелагом після 1600-х років, мали середній тоннаж біля 100 тонн, але діапазон колиівався від 20 до 200 тонн:199 Проте, навіть на початку 1700-х років все ще зустрічались великі джонги вантажепідйомністю в 400—600 тонн,:223.

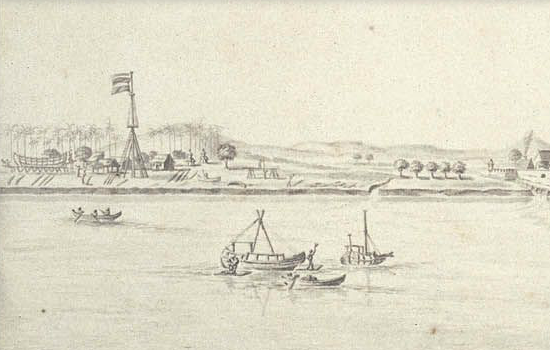
Верф у Рембангу, бл. 1772 рік.

Будівництво джонгів припинилося в 1700-х роках, можливо, через рішення Амангкурата I з султанату Матарам в 1655—1657 роках знищити кораблі і закрити порти в прибережних містах країни, побоючись надмірного посилення місцевих правителів:100:79–80. В 1677 році морський регістр (Daghregister) в голландській Батавії константував, що Матарам не має власних суден навіть для необхідного використання, і в країні майже не зберіглось фахівців та знань про морську справу:Vol I: 79. Після 1700-х років роль джонга замінили європейські типи кораблів, а саме барк і бригантина, побудовані на місцевих верфях Рембанг і Ювана (колишнє суднобудівне місце для джонга):20, такі кораблі могли досягати вантажопідйомності 400—600 тонн із середньою вантажопідйомністю біля 100 тонн. Після того, як голландці визнали вміння місцевих яванських кораблебудівників, вони почали їх залучати до Нідерландів і у XVIII столітті на суднобудівних верфях в Амстердамі майстрами працювали яванці У 1856 році Джон Кроуфурд зазначив, що яванська суднобудівна діяльність все ще існувала на північному узбережжі Яви, верфями керували європейці, але всі робітники були яванцями. Кораблі, які були побудовані в XIX столітті, мали максимальний тоннаж 50 тонн і використовувалися в основному як річковий транспорт:95.

## Реконструкції
Невелика сучасна реконструкція джонга пришвартована біля набережної готеля Resorts World Sentosa в Сінгапурі.

## У масовій культурі
Джонг — унікальна індонезійська одиниця у відеогрі Sid Meier's Civilization VI. Однак модель, яка використовується в грі, більше нагадує Боробудурський корабель, ніж справжній джонг.

## Виноски
1. ↑  Тоннаж в цій статті (якщо не вказано інше), — це DWT або дедвейт, міра того, скільки вантажу може перевезти судно, включаючи вагу пасажирів і припасів.
2. ↑  Виноградне вино не виготовляли в Південно-Східній Азії. Можливо, в тексті йдеться про пальмове вино.
3. ↑  The bridge is the opening on the side of the ship for loading cargo, located lower than the upper deck (Nugroho, 2011: 304). A more accurate terms for this are «gangplank», «brow», or «gangway».
4. ↑  The Javanese people have a custom of setting fire their own ship when they perceive that they were overpowered and their ship would be captured. See Birch, 1875: p. 63.
5. ↑  The fire was created by burning olio da terra [an oil from the earth], found in great quantities near Pedir, where it flows forth from a fountain. The Muslims call this oil «Naptha» and doctors consider it remarkable and an excellent remedy for some illnesses. The Portuguese obtained some and found it very useful for treating coisas de frialdade e compressão dos nervios (low temperatures and nervous tension). See Dion, 1970: p. 139.
6. ↑  Стенограма Гаспара Коррейя: «Оскільки junco почав атаку, губернатор наблизився до нього з усім своїм флотом. Португальські кораблі почали обстріл junco , але це не мало жодного ефекту. Тоді junco відплив…. Потім португальські кораблі обстріляли щогли junco… і вітрила спадають. Через те, що він такий високий, наші люди не наважуються сісти на нього, і наші постріли його анітрохи не зіпсували, тому що junco має чотири шари дошки. Наша найбільша гармата змогла пробити не більше двох шарів… Побачивши це, губернатор наказав своїй нау (караку) перейти на бік junco. Цей корабель — Флор де ла Мар, найвищий португальський корабель. І під час спроби піднятися на джунко, задня частина корабля ледве діставала до містка. Junco джунко так добре захищався, що португальські кораблі були змушені знову відплисти від корабля. (Після двох днів і двох ночей боїв) губернатор вирішує зламати два керма на борту судна. Тільки тоді junco здався».
7. ↑  According to Horst H. Liebner, most of the cannons were swivel gun, most likely of cetbang or rentaka type, a type of small and medium sized cannon mounted on gunwale. Larger fixed cannon of Malay ships usually mounted on the forward facing apilan (gunshield).
8. ↑  The espera or esfera is a large Portuguese muzzle-loading cannon. It has a length of 2–5 meters with a weight of up to 1800 kg, usually used on caravels. The espera fires a 12–20 pound (5.44–9.1 kg) cannonball. See Earle, T. F. (1990). Albuquerque: Caesar of the East: Selected texts by Alfonso de Albuquerque and his son. Oxford University Press. p. 287.
9. ↑  A kind of Portuguese coin with a diameter of 3.8 cm (Liebner, 2016: 45).
10. ↑  In his book, Nugroho thought that Flor do Mar was about 78.3 m long, which would have made Pati Unus' junk gigantic as 313.2–391.5 m long. In this case he used the length of Adler von Lübeck (1566) for Flor do Mar's length. The length figure represented before the citation is calculated using the size of Flor do Mar replica's in Malacca Maritime museum, that is 36 m long.
11. ↑  From a letter from king João III to Conde da Castanheira, dated 22 August 1536: «Pareceo me bem mandardes a Sacavem pelo galleam Trimdade e pelo junco» (It seems to me that you did right in ordering the deployment of the galleon Trimdade and the jong, which were at Sacavem).
12. ↑  Correia mentioned gauea (gávea) while Pyrard mentioned «top». Schouten was probably describing the large top like those of Dutch ships, which is used for structural connection between the upper and lower mast. Witsen says: «As for the tops (mars) they are to hold the masts steady, for which the shrouds are fastened to it at either side; and also to provide room for the seamen, on which to stand, when they have something to do up there». See Hoving, A.J. (2012). Nicolaes Witsen and Shipbuilding in the Dutch Golden Age. Texas A&M University Press. p. 145.
13. ↑  A last was originally unit of freight volume, subsequently a unit of weight, varying according to the nature of the freight, an equalling roughly to between 1.8 and 2 metric tons.